# Tirunallar
Tirunallar (Tamil: திருநள்ளாறு Tirunaḷḷāṟu [ˈt̪iɾɯn̪aɭːaːrɯ]; auch Thirunallar, französisch Tirnoular) ist ein Dorf im Distrikt Karaikal des Unionsterritoriums Puducherry (Pondicherry). Die Einwohnerzahl beträgt rund 6.900 (Volkszählung 2011).
Tirunallar liegt rund fünf Kilometer westlich der Hafenstadt Karaikal im Kaveri-Delta im Hinterland der Koromandelküste. Der Ort gehört zum Distrikt Karaikal, einer von vier räumlich getrennten Exklaven, die das Unionsterritorium Puducherry bilden. Vor 1954 war Tirunallar ein Teil Französisch-Indiens.

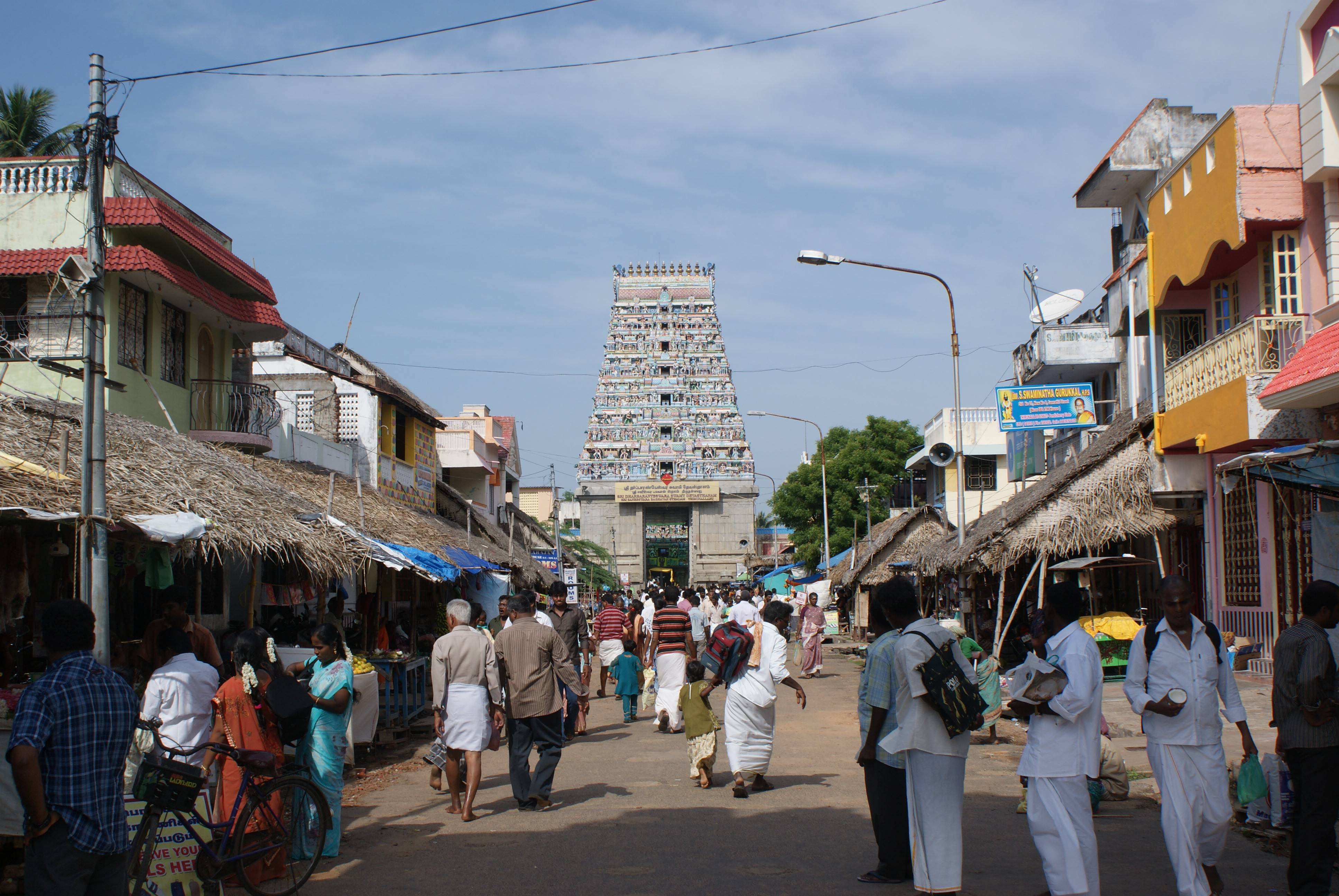
Straße zum Eingang des Saniswaran-Tempels in Tirunallar

In Tirunallar befindet sich ein bedeutendes Hindu-Heiligtum, der Saniswaran- oder Darbaranyeswar-Tempel. Der Tempel ist Gott Shiva in seiner Form als Darbaranyeswar gewidmet, bekannt ist er aber vor allem wegen eines Schreines für Shani, den personifizierten Planeten Saturn. Dadurch gehört Tirunallar zu den Navagraha-Tempeln, einer Gruppe von neun Tempeln im Kaveri-Delta, die den neun Himmelskörpern (Navagrahas) der hinduistischen Astrologie gewidmet sind. In der Hindu-Astrologie gilt der Saturn als potenziell unheilbringend. Ein Besuch des Tempels von Tirunallar soll aber vor dem negativen Einfluss schützen, was ihn zu einem wichtigen Pilgerziel macht. Wenn besondere astrologische Konstellationen eintreten, versammeln sich hunderttausende Gläubige in Tirunallar.
Dem Mythos zufolge soll der König Nala unter dem ungünstigen Einfluss des Saturn gestanden haben und von diesem erst erlöst worden sein, als er in Tirunallar Shiva verehrte. Daher wird auch der Ortsname Tirunallar abgeleitet vom Namen Nala und dem Wort aru für „heilen“ (mit dem ehrerbietenden Präfix Tiru).